# Al-Asad
Al-Asad (arab. ‏الأسد‎) – zbiornik retencyjny w północnej Syrii, w muhafazie Ar-Rakka, zlokalizowany na rzece Eufrat. Jezioro ma powierzchnię 625 km², liczy około 80 km długości i 8 km szerokości. Objętość zbiornika wynosi 11,6 km³.
Jezioro powstało w 1973 roku w wyniku wybudowania zapory wodnej Tabqa na Eufracie, służącej jako elektrownia wodna. Al-Asad stanowi źródło wody pitnej dla miasta Aleppo, a woda ze zbiornika jest dodatkowo wykorzystywana do irygacji pól na obszarze 6400 km².
Na jednej z wysp powstałych przez zapełnienie zbiornika znajduje się XII-wieczny zamek Qal'at Ja'bar.